# Arbeitsgericht Monheim
Das Arbeitsgericht Monheim war ein bayerisches Arbeitsgericht mit Sitz in Monheim.

## Geschichte
Gemäß Arbeitsgerichtsgesetz vom 23. Dezember 1926 wurden in Deutschland Arbeitsgerichte gebildet. Diese waren nur in der ersten Instanz organisatorisch selbstständige Gerichte, die Landesarbeitsgerichte waren den Landgerichten zugeordnet. Am Landgericht Eichstätt entstand so 1927 das Landesarbeitsgericht Eichstätt als eines von 23 Landesarbeitsgerichten in Bayern. In Monheim entstand das Arbeitsgericht Monheim als eines von sieben Arbeitsgerichten des Landesarbeitsgerichts. Sein Sprengel umfasste den Gerichtsbezirk des Amtsgerichts Monheim. Es bestand eine allgemeine Kammer für Arbeiter und Angestellte und eine Kammer für das Handwerk.
Bereits 1929 wurde die Zahl der Arbeitsgerichte deutlich reduziert. Das Landesarbeitsgericht Eichstätt wurde zum 1. Januar 1930 aufgehoben und seine Aufgaben wurden vom Landesarbeitsgericht Augsburg übernommen. Auch das Arbeitsgericht Monheim wurde aufgehoben und seine Aufgaben vom Arbeitsgericht Weißenburg übernommen.